# Hankyu
Hankyu Department Store (阪急百貨店, Hankyū Hyakkaten) is een Japanse warenhuisketen, in handen van Hankyu Hanshin Department Stores, Incorporated (株式会社阪急阪神百貨店, Kabushiki-gaisha Hankyū Hanshin Hyakkaten). Het bedrijf wijzigde haar naam op 1 oktober 2007 in H2O Retailing Corporation, nadat het een holding werd, waaronder zowel de Hankyu Department Stores, Inc. als de Hanshin Department Store, Ltd vallen.
Het oudste filiaal in Umeda, Osaka werd opgericht in 1929 door Ichizo Kobayashien en was het eerste warenhuis ter wereld in een treinstation. Dit filiaal werd in november 2012 na een zeven jaar durende renovatie weer volledig heropend, na een gedeeltelijke heropening een maand eerder. Het is een van de grootste warenhuizen in Japan met een oppervlakte van 80.000 m².